# 키노사우루스
키노사우루스(Cynosaurus)는 페름기 후기에 멸종된 키노돈트 중 하나이며 남아프리카의 디키노돈 조립 지대에서 처음 화석이 발견되었다. 키노사우루스는 1859년 리처드 오웬에 의해 키노사우루스 서포스투스(Cynosaurus Suppostus)로 처음 명명되었다.

## 어원
속명 키노사우루스의 Cyno-는 그리스어로 '개'를 뜻하는 'kyon'과 그리스어로 '도마뱀'을 뜻하는 'sauros'에서 유래되었다.

## 발견
키노사우루스의 화석은 남아공의 카루 누층군과 관련된 '시스테세팔루스'(Cistecephalus)와 '답토세팔루스 군집지대'(Daptocephalus Assemblage Zone)에서 발견되었다.